# مردوخ‌پلسر
مردوخ‌پَلَّسَر (Marduk-apla-usur)، از پادشاهان سلسله نهم بابل باستان و جانشین مردوک-بل-زری بوده‌است. نام مردوخ‌پَلَّسَر در شکل اصلی خود «مردوخ-اَپَل-اُظُر» بوده و معنی آن این است: مردوخ فرزند را نگاه داراد. مردوخ نام یکی از ایزدها است. منظور از فرزند در اینجا ولیعهد است، و واژه اظر، به معنی نگاه و حفاظت، با واژه عربی نظر هم‌ریشه است.

## تبار و دوره حکومت
دوره حکومت وی بسیار نامشخص است و فقط به‌طور بسیار حدسی و تقریبی بازه زمانی ۷۸۰ تا ۷۶۹ قبل از میلاد را در نظر می‌گیرند. وی یک رهبر قبیله‌ای کلدی بوده که در دوره پرآشوبی حکومت کرده‌است. نباید وی را با مردوخ‌پلسر که چیزی حدود یک نسل پیش فرمانروای سوهی در فرات وسطی بوده و به شلمنسر سوم باج و خراج می‌پرداخته است، اشتباه گرفت. هم‌عصران آشوری وی محتملاً سلمانسرچهارم یا آشور-دان سوم بوده‌اند و آشوردان‌سوم در شمال بابل سه بار پیکار کرده‌است: در ۷۷۱ علیه Gannanāti، در ۷۷۰ علیه Marad و در ۷۶۷ علیه Gannanāti (برای بار دوم).
به دلیل خلاء قدرتی که در بابل به وجود آمده بود، کلدی‌های ساکن جنوب قادر شدند که حضور و قدرت خود را در منطقه افزایش دهند و به نظر می‌رسد که مردوک‌اپلاسور نخستین فرد از این قبایل بوده‌است که توانسته در رابطه با به دست آوردن تاج و تخت بابل تلاش‌هایی انجام دهد و ادعاهایی در این مورد بکند. اصل و نسب وی معلوم نیست و گویا با فرمانروایان قبل از خود و بعد از خود نسبتی نداشته‌است. یکی از منابع تاریخی دربارهٔ دوره وی می‌گوید:
سلسله کلده پایان یافت، پادشاهی آن به سرزمین دریایی منتقل شد.
و از آنجایی که جانشین وی اریب-مردوک بود، حدس زده می‌شود که قبیله مردوک اپلاسور با قبیله بیت‌یاکین (که اریب‌مردوک از آن بود)، تفاوت داشت. منابع تاریخی اطلاعات چندان دیگری در رابطه با مردوک‌اپلاسور به دست نمی‌دهند، مگر اینکه در دوره وی کار اجباری و بیگاری اعمال شده بود.